# Roxelana

Retrato feito por Ticiano chamado La Sultana Rossa, c. 1550

Hurrém Sultana (em turco otomano: خُرَّم سلطان, Ḫurrem Sulṭān; c. 1502 – 15 April 1558, também conhecida como Roxelana) era a consorte favorita e esposa legal de Solimão, o Magnífico e a mãe de Xazade Maomé, Mihrimah Sultan, Xazade Abedalá, Selim II, Xazade Bajazeto e Xazade Cianguir. Ela foi uma das mulheres mais poderosas e influentes na história otomana e uma figura proeminente e controversa durante a era conhecida como o Sultanato das Mulheres. Ela era a "Sultana Haseki" (principal esposa do sultão) quando seu marido, Solimão I, reinou como o sultão otomano. Conseguiu o poder e influenciou a política do Império Otomano através de seu marido e jogou um papel ativo nos assuntos do Estado.